# Volkswagen Tavendor
La Volkswagen Tavendor (in cinese 大众揽巡; pinyin Dàzhòng Lǎnxún) è un'autovettura di tipo crossover SUV di fascia alta prodotta dalla casa automobilistica Volkswagen a partire dal 2022, attraverso la joint venture sino-tedesca
FAW-Volkswagen.

## Descrizione
La Tavendor è un SUV di grandi dimensioni realizzato appositamente per il mercato cinese attraverso la joint venture FAW-Volkswagen, venendo costruita sulla piattaforma MQB Evo.
La vettura, che è stata presentata nell'agosto 2022 e venduto nel mercato interno cinese dall'ottobre 2022, al lancio è disponibile con due motorizzazioni: un turbo benzina a quattro cilindri in linea da 2,0 litri con 186 CV e 220 CV, entrambi abbinati al cambio automatico DSG a sette rapporti con trazione anteriore o in opzione integrale 4Motion.

## Riepilogo versioni
| Motori a benzina | Motori a benzina | Motori a benzina | Motori a benzina | Motori a benzina | Motori a benzina |
| Modello          | Cilindrata       | Nome             | Potenza          | Coppia           | Trasmissione     |
| ---------------- | ---------------- | ---------------- | ---------------- | ---------------- | ---------------- |
| 2.0 330 TSI      | 1984 cc          | EA888 (DPL)      | 186 CV (137 kW)  | 320 Nm           | DSG a 7 rapporti |
| 2.0 380 TSI      | 1984 cc          | EA888 (DKX)      | 220 CV (162 kW)  | 350 Nm           | DSG a 7 rapporti |